# Słowików (województwo opolskie)
Słowików – wieś w Polsce położona w województwie opolskim, w powiecie oleskim, w gminie Rudniki. W latach 1975–1998 miejscowość położona była w województwie częstochowskim.

## Historia
Po rozbiorach Polski miejscowość znalazła się w zaborze rosyjskim. Pod nazwą „Słowików” jako kolonię i folwark leżący 19. wiorst od Wielunia w powiecie wieluńskim, gminie Rudniki, parafii Parzymiechy wymienia ją XIX-wieczny Słownik geograficzny Królestwa Polskiego. W 1880 kolonia liczyła 62 domy i 444 mieszkańców, a folwark 4. domy i 25 mieszkańców. W 1827 liczył on 2. domy i 23 mieszkańców. Folwark w 1871 oddzielony został od dóbr Jaworzno i w 1882 miał rozległość 643 morg gruntów ornych, 322 morg ogrodów, 27 morg łąk, 279 m. lasu oraz 15. morg nieużytków. Stało w nim 5. murowanych budynków, a kolejne 5. były drewniane. Kolonia liczyła 180. morg.
Obecnie wyróżnia się: Słowików Szlachecki i Słowików Wiejski (Włościański). Na terenie Słowikowa Szlacheckiego obiektem zabytkowym jest powstała w latach 1925-1928 cegielnia murowana wraz z domem mieszkalnym. 
Od 2007 roku w Słowikowie Zenon Windak realizuje projekt autorskiej Galerii Sztuki “W polu”.